# 702
702 (DCCII) fue un año común comenzado en domingo del calendario juliano, en vigor en aquella fecha.

## Acontecimientos
- Witiza, rey de los visigodos.

## Nacimientos
- Ingjald Olofsson, rey vikingo.

## Fallecimientos
- Égica, rey visigodo.
- K'inich Kan Balam II, gobernante maya.